# Lost Soul
A Lost Soul egy lengyel technikás death metal zenekar, amely 1990-ben alakult meg Wrocław-ban. Az együttes tagjai Jacek Grecki (ének), Rafal Przeclowski (basszusgitár), Michal Wlosik (gitár) és Rafal Miedzinski (dob).

## Története
Az együttest 1990-ben alapította meg három tag: Jacek Grecki, Tomasz Fornalski és Adam Sierzega. Először egy bemutatkozó demót jelentettek meg, 1992-ben. Egy évvel később, 1993-ban, még egy demólemezt megjelentettek. 1995-ben leszerződtek a Baron Records lemezkiadóhoz, és a második demó lemezüket újból kiadták, új dalokkal.   Ugyanebben az évben feloszlottak, nézeteltérések miatt.
1997-ben azonban újraalakultak. Ekkor egy új tag szállt be a zenekarba: Piotr Ostrowski gitáros. Első nagylemezük 2000-ben jelent meg. Az albumot a Relapse Records kiadó dobta piacra.
Második stúdióalbumukat 2002-ben jelentették meg. Ugyanebben az évben már turnéztak is, olyan nevekkel, mint a Monstrosity vagy a Vomitory. 2003-ban szintén koncerteztek. Ugyanebben az évben az egyik alapító tag, Tomasz Fornalski visszaszállt a Lost Soul-ba. 
2005-ben megjelent a zenekar harmadik nagylemeze is, a Wicked World Records kiadó gondozásában. 2009-ben és 2015-ben is piacra dobtak egy stúdióalbumot.

## Diszkográfia
- Scream of the Morning Star (2000)
- Übermensch (Death of God) (2002)
- Chaostream (2005)
- Immerse in Infinity (2009)
- Atlantis: The New Beginning (2015)